# Antonio Guzmán (actor)

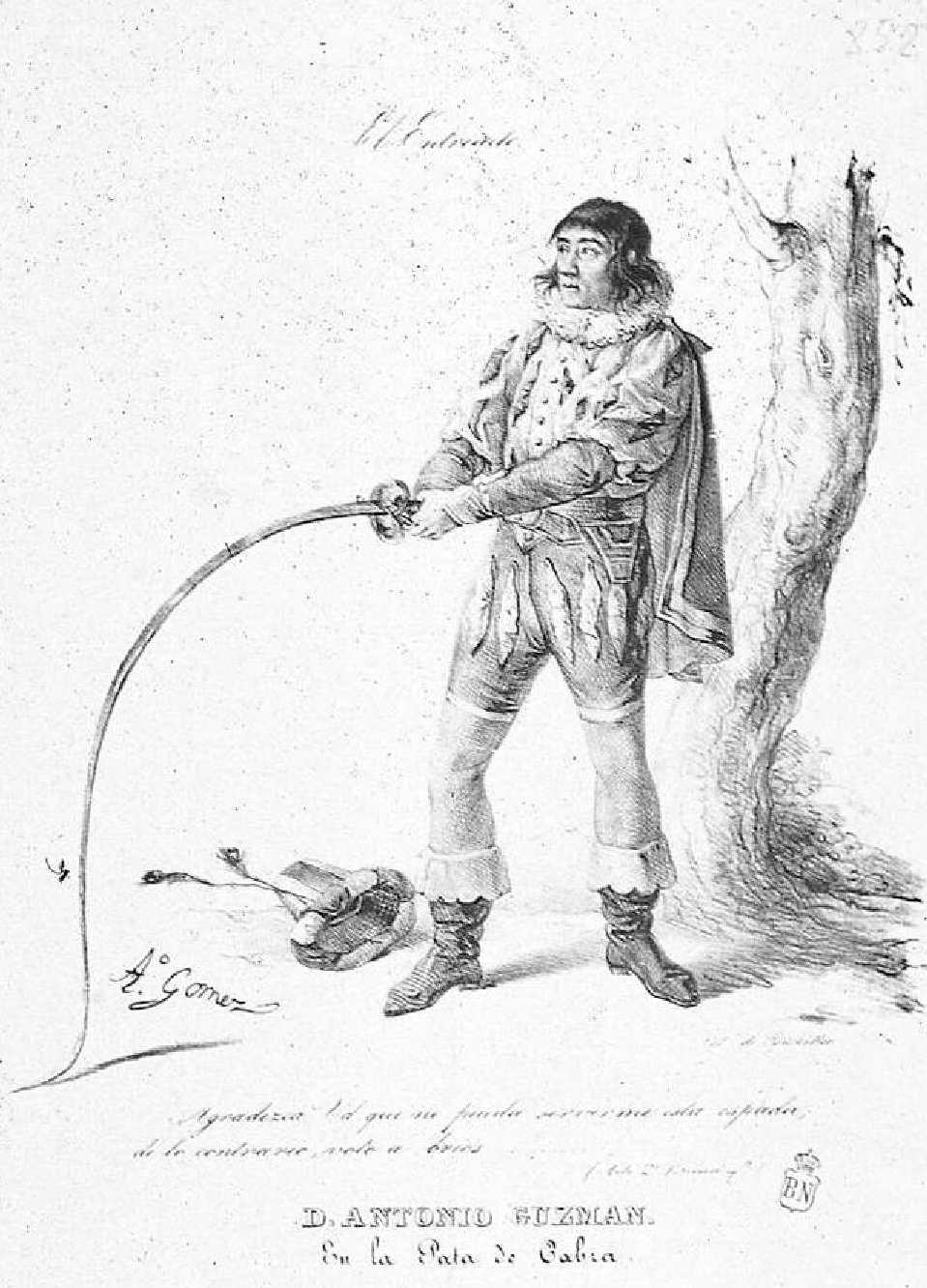
Antonio Guzmán, litografía de Antonio Gómez y Cros repartida a los suscriptores de El Entreacto con el número 38 de 8 de agosto de 1839. Inscripción: «Agradezca Vd. que no pueda servirme de esta espada; / de lo contrario, voto a bríos... / (Acto 2º Escena 4ª) / D. ANTONIO GUZMAN./ En la Pata de Cabra». Biblioteca Nacional de España.

Antonio Guzmán (Madrid, 10 de diciembre de 1786-Madrid, 3 de enero de 1857) fue un actor español.

## Biografía
Actor teatral español nacido en Madrid en 1786 y fallecido en la misma ciudad en 1857. Se dedicó casi por completo al género de la comedia con la interpretación de tipos jocosos y pintorescos en los sainetes de la época, entre los que destacó La casa de Tócame Roque, de Ramón de la Cruz, y La pata de cabra, de Juan Eugenio de Hartzenbusch. El cronista Pedro de Répide afirmó, a propósito de su comicidad, que fue la única persona capaz de hacer reír a la reina María Josefa Amalia de Sajonia, esposa de Fernando VII, célebre por su extrema seriedad. No obstante, se cuenta que con ocasión de una función benéfica representó con gran acierto y éxito El trovador, una obra dramática de Antonio García Gutiérrez.